# 小行星2006
小行星2006（2006 Polonskaya）是一颗围绕太阳公转的小行星。1973年9月22日，尼古拉·切爾尼赫在克里米亚发现了此天体。
該小行星以烏克蘭天文學家埃琳娜·卡齊米爾查克-波隆斯卡亞命名。
这颗小行星的绝对星等为24.55000710797219等。